# Ойтен
Ойтен (нім. Oyten) — сільська громада в Німеччині, розташована в землі Нижня Саксонія. Входить до складу району Ферден.
Площа — 63,47 км2. Населення становить 16 085 ос. (станом на 31 грудня 2021).